# ملكي كرب يهأمن
حسان ملكي كرب يهأمن بن ثأران يهنعم بن ذمار علي يهبر(نحو 320م - 385م): سادس ملوك عصر ملوك سبأ وذي ريدان وحضرموت ويمنت، وهو آخر ملوك هذ العصر. وروى عبيد بن شرية أبياتاً عن أبي كرب أسعد يذكر فيها أبيه ملكي كرب بقوله:«أبي ملكي كرب الحميري، وحمير قومي فما حمير».وذكر ابن عبد ربه أبياتا للأعشى يذكر فيها ملكي كرب - المكنى أبا مالك - بقوله:«وَخانَ النَعيمُ أَبا مالِكٍ، وَأَيُّ اِمرِئٍ لَم يَخُنهُ الزَمَن. أَزالَ المُلوكَ فَأَفناهُمُ، وَأَخرَجَ مِن بَيتِهِ ذا حَزَن».ووفق النقش (Maʾsal 1) فأسمه الأصل "حسان" بدون اللقب والاسم المستعار الأميري،وقال الأصمعي ونشوان الحميري: «حسان وهو ملكي كرب».
لم يُذكر اسم ملكي كرب يهأمن في نقش عبدان (ʿAbadān 1) المؤرخ سنة 360م والعائد لإنجازات أبيه وحملات جنوده في الجزيرة العربية، إلا أن في الشعر المنسوب إلى ملكي كرب إشارة لمشاركته، بقوله:«فطويت البلاد طية برد وثنيت القفار ثني الوساد، وملكنا ما بين أبين والرس، وزادت به الجيوش مزاد»، وجاء في نقش عبدان أن أبيه قاتل بنفسه في أرض الرس وصداء من الأزد.
اتصل ملكي كرب بالحكم منذ أيام والده ثأران يهنعم (نحو 363م) حيث أشركه أبيه مع شقيقة "ذمار علي يهبر" بلقب (ثأران يهنعم وبنوه ملكي كرب وذمار علي يهبر ملوك سبأ وذي ريدان وحضرموت ويمنت).ولكن ذلك لم يدم طويلاً، حيث انفرد ملكي كرب بالحكم مع أبيه في الفترة فيما بين عامي (368م - 373م)،وشهدت هذه المرحلة استقراراً سياسياً واقتصادياً،والحادث المهم في عهدهما هو تصدع سد مأرب للمرة الثالثة، فأمر الملكان جماعة من بني سخيم بقيادة جيش من الإعراب لإصلاح السد الذي تهدم في عدة مواضع فتم إصلاحه بعد 3 أشهر من العمل.وآخر النقوش المؤرخة التي تم العثور عليها للملك ثأران يهنعم وأبنه ملكي كرب معاً كان سنة 483 حـ في التقويم الحميري الموافق سنة 373م.
انفرد ملكي كرب بالعرش بعد وفاة أبيه القوي ثأران يهنعم سنة 373م، أو 375م بحسب تقدير كريستيان روبن.ولم ينفرد ملكيكرب في المُلك سوى سنتين، فلم يلبث أن أشرك معه في الحكم ابنه أبي كرب أسعد.ثم أشرك ابنه الآخر "ذراء أمر أيمن" في الحكم معهما، وأقدم نقش ملكي مؤرخ تم العثور عليه لأبي كرب أسعد وذرأ أمر أيمن في سنة 487 بالتقويم الحميري الموافق 377م.ولاحقاً في سنة 493 حـ بالتقويم الحميري الموافق 383م نجد ملكي كرب وابنيه الملكان يقدمون إلى الإلهة "ذي سماوي" أي "رب السماء" الحمد والشكر، وذلك لقيامهم بأعمال بناء معبد هذا الإله وترميمه بسنة 493 حـ بالتقويم الحميري.ويعد التقرب إلى "رب السماء" بدلاً من الإله مقة، تحولاً دينياً جديد لملوك سبأ.
حتى الآن لا يعلم سنة وفاة ملكي كرب، وبحسب تقدير كريستيان روبن سنة 400م،بينما نجد الشقيقان أبو كرب أسعد وشقيقة ذرأ أمر أيمن لديهما نقشان لكل منهما في أوائل عهدهما بعد وفاة أبيهما، مؤرخة من سنة 497 و498 في التقويم الحميري المقابل لسنة 387م و388م (النقشان: Kh-Tannin 2 وKh-Ilbij 1).ويذهب بعض الباحثين أن عام وفاة ملكي كرب، وصعود أبنيه للحكم حوالي العام 385م.

## النسب
- حسان ملكي كرب بن قيس (ثأران) بن زيد (ذمار علي) بن عمرو ذو الأذعار بن العبد ذو الأشرار بن أبرهة ذو المنار بن الحارث الرائش بن قيس بن صيفي بن سبأ الأصغر بن كعب بن زيد بن سهل بن عمرو بن قيس بن معاوية بن جشم بن عبد شمس بن وائل بن الغوث بن حيدان بن قطن بن عريب بن زهير بن الغوث بن أيمن بن الهميسع بن حمير بن سبأ بن يشجب بن يعرب بن قحطان، هكذا نسبه محمد بن حبيب البغدادي وابن عبد ربه وابن ماكولا وطائفة.[22][23][24]

فإن صح هذا النسب، فجده ذمار علي يهبر الثاني المسمى لدى النسابة زيد هو شقيق ياسر يهنعم - بني عمرو ذو الأذعار.